# Hans Schavernoch
Hans Schavernoch (* 31. Juli 1945 in Gmunden, Oberösterreich) ist ein österreichischer Bühnenbildner.

## Leben und Werk
Nach der Matura in Wien studierte er von 1963 bis 1966 Bühnenbild an der dortigen Akademie für angewandte Kunst. In den Jahren 1967 bis 1983 führten ihn feste Engagements und Gast-Verträge an Bühnen in Österreich und Deutschland. Seit 1983 ist der Bühnenbildner freischaffend tätig. Er schuf Bühnenbilder für die Sparten Schauspiel, Musiktheater, Tanztheater und Musical und arbeitete als erster Europäer auch im Kabukitheater.
Schavernoch war Professor für Bühnengestaltung an der Universität für Musik und darstellende Kunst Graz.
1985 debütierte Schavernoch an der Wiener Staatsoper bei dem Doppelabend Herzog Blaubarts Burg / Erwartung von Béla Bartók und Arnold Schönberg (Inszenierung Götz Friedrich). 1986 entwarf er für die Salzburger Festspiele das Bühnenbild zur Uraufführung von Krzysztof Pendereckis Die schwarze Maske in der Regie von Harry Kupfer, mit dem Schavernoch regelmäßig zusammenarbeitete. Unter anderem gestalteten sie einen Ring des Nibelungen für die Bayreuther Festspiele sowie die Uraufführung des Musicals Elisabeth im Theater an der Wien. 2014 erarbeiteten Kupfer und Schavernoch einen neuen Rosenkavalier für die Salzburger Festspiele.
Außerdem war Schavernoch u. a. für die Regisseure Johannes Schaaf (Così fan tutte in London und Wien), Maximilian Schell (Die Weise von Liebe und Tod des Cornets Christoph Rilke an der Deutschen Oper Berlin 1985) und Peter Weck (Uraufführung von Freudiana am Theater an der Wien) tätig. Schavernoch arbeitete auch mit dem französischen Regisseur Jean-Louis Martinoty zusammen, beispielsweise bei dessen Inszenierungen von Le nozze di Figaro, Ariadne auf Naxos oder Don Giovanni. Seine Arbeit führte ihn an das Royal Opera House Covent Garden in London, die Metropolitan Opera in New York sowie die Pariser Oper und zahlreiche weitere Opernhäuser.
Schavernoch ist verheiratet und lebt mit seiner Familie in Wien.

## Auszeichnungen
- 2014: Österreichischer Musiktheaterpreis – Goldener Schikaneder in der Kategorie beste Ausstattung für Elisabeth[4]